# Eleição presidencial na Carolina do Norte em 2008
A eleição presidencial de 2008 no estado norte-americano da Carolina do Norte ocorreu em 4 de novembro de 2008, assim como em todos os 50 estados e o Distrito de Colúmbia. Os eleitores escolheram treze representantes, além do presidente e vice-presidente, e um senador.
Na Carolina do Norte, o candidato vitorioso foi o democrata Barack Obama que recebeu 0,32% de votos a mais que o segundo colocado no estado, John McCain, do Partido Republicano.

## Primária democrata
No estado, o senador de Illinois Barack Obama venceu a primária realizada em 6 de maio de 2008. Obama teve 887.391 votos, 56,14%, a também senadora Hilary Clinton de Nova Iorque teve 657.669 votos, 41,61%.
Obama ganhou 67 delegados, contra 48 de Hilary.

## Primária republicana
A primária republicana foi realizada também em 6 de maio de 2008, John McCain teve 385.085 votos, cerca de 74,01%, e ganhou 51 delegados. Mike Huckabee ganhou 8 delegados, Ron Paul 5 delegados, e Alan Keyes ganhou 2 delegados.